# Hans-Dieter Rauscher
Hans-Dieter Rauscher (* 1940) ist Großmeister diverser Budō-Disziplinen und der europäische Vorsitzende der IMAF-Kokusai Budoin. Er gehört zu den deutschen Karate-Pionieren der ersten Stunde und brachte die philippinische Kampfkunst Arnis nach Deutschland.
Hans-Dieter Rauscher unterrichtet regelmäßig in seinem Dojo in Freiburg.

## Aktuelle Grade
Hans-Dieter Rauscher ist Inhaber der folgenden Graduierungen und Titel:
- 9. Antas (Dan) Combat-Arnis
- 9. Dan Karate-Do, Hanshi
- 8. Dan Iaidō, Kyoshi
- 8. Dan Kobudō, Renshi
- 3. Dan Judo